# District de Nérac
Le district de Nérac est une ancienne division territoriale française du département de Lot-et-Garonne de 1790 à 1795.
Il était composé des cantons de Nérac, Barbaste, Bruch, Francescas, Lamonjoye, Mezin, Moncrabeau, Montagnac et Sos.